# Kamień z Caen
Kamień z Caen (fr. Pierre de Caen) – kremowo-żółty wapień jurajski wydobywany w północno-zachodniej Francji, w pobliżu miasta Caen. Jest to drobnoziarnisty wapień oolitowy, który powstał w płytkowodnych lagunach w okresie batonkim, około 167 milionów lat temu. Kamień jest jednorodny, dzięki czemu jest wykorzystywany do rzeźbienia.